# کونگوسی
کونگوسی شهری در شهرستان کونگوسی در استان بام در بورکینافاسوی شمالی است و جمعیت آن  نفر است.